# Titularbistum Trapezus degli Armeni
Trapezus degli Armeni (ital.: Trebisonda degli Armeni) ist ein Titularbistum der katholischen Kirche, das vom Papst an Titularbischöfe aus der mit Rom unierten Armenisch-Katholischen Kirche vergeben wird.
Der antike Bischofssitz lag in der gleichnamigen Stadt Trapezus, im Nordosten der heutigen Türkei. Von 1850 bis 1928 gab es in Trabzon eine armenisch-katholische Diözese.
| Titularbischöfe von Trapezus degli Armeni |                          |                                            |                |                 |
| Nr.                                       | Name                     | Amt                                        | von            | bis             |
| 1                                         | Hovhannes Tertzakian CAM | Exarch der USA und Kanada (USA und Kanada) | 5. Januar 1995 | 28. Januar 2002 |